# Кояма, Ура
Ура Кояма (яп. 小山 ウラ; 30 августа 1890 года, префектура Хиросима, Японская Империя — 5 апреля 2005 года, Иидзука, префектура Фукуока, Япония) — японская долгожительница. С 13 ноября 2003 года до своей смерти была старейшим живущим верифицированным человеком в Японии (после смерти Митоё Каватэ).

## Биография
Ура Кояма родилась 30 августа 1890 года в префектуре Хиросима, Японская Империя. Вместе с мужем Кисабуро она имела троих детей. В 1977 году Ура переехала к своему внуку в Иидзуку, префектура Фукуока.
5 апреля 2005 года Ура Кояма умерла от пневмонии в больнице Иидзуки в возрасте 114 лет и 218 дней. На момент своей смерти она была четвёртым старейшим живущим человеком в мире.
После смерти Уры Коямы самым старым живущим человеком в Японии стала Ёнэ Минагава.